# American Primitive
American Primitive es una película de 2009 protagonizada por Danielle Savre, Tate Donovan escrita por Mary Beth Fielder, Gwen Wynne y dirigida por este último.

## Argumento
Todo el mundo en Dennis, Cape Cod piensa que Harry Goodhart es todo un partido. Harry, un apuesto inglés, se acaba de mudar a este destino costero con sus hijas, Madeline y Daisy. Madeline y Daisy, sin embargo, están decididas a mantener a su padre, que acaba de enviudar, alejado del enjambre de pretendientes, como la periodista Joy y la maníaca casamentera, la Sra. Brown.
Eso es hasta una noche, cuando los nuevos amigos de la escuela secundaria de Madeline le dan a probar un Cape Cod más picante. La llevan a una discoteca notoriamente clandestina en Provincetown. A través de la multitud de drag queens y homosexuales, Madeline ve a su padre bailando con un tío. La doble sorpresa es que el tipo es el Sr. Gibbs, recientemente presentado por su padre como su nuevo socio comercial y que acaba de mudarse a la parte trasera de su casa.
Madeline intenta desesperadamente cambiar a su padre. Inventa todos los métodos posibles para encontrar a la esposa perfecta. Pronto, sin embargo, el secreto familiar de Madeline se convierte en la comidilla de la ciudad, cuando por error le confía a su nuevo novio, Sam. Viviendo dos vidas, una en la escuela y otra en casa, complicadas por múltiples triángulos amorosos, los nuevos amigos de Madeline, Spoke, Lucy, Bridget y Sam, la defienden o la traicionan una vez que se conocen las impactantes noticias. Todos en Dennis se involucran de una forma u otra, sopesando la aceptabilidad de dos chicos que crían niños juntos. Al final, la peor pesadilla de Madeline se hace realidad cuando sus abuelos maternos, Martha y William Cauldicott, llegan inesperadamente y le quitan a las niñas a su padre. Ahora, todo lo que Madeline esperaba lograr se ha perdido. Es el hijo de los pescadores locales, Spoke, quien le recuerda que su familia, sin importar la forma que tome, siempre será su familia.
Alternativamente divertida y desgarradora, esta comedia familiar que invita a la reflexión es tan relevante hoy como lo fue en la década de 1970, cuando Estados Unidos estaba en medio de la agitación social, ya que redefinió el significado del amor y la familia.

## Reparto
- Tate Donovan como Harry Goodhart
- Adam Pascal como Theodore Gibbs
- Danielle Savre como Madeline Goodhart
- Skye McCole Bartusiak como Daisy Goodhart
- Josh Peck como Spoke White
- Corey Sevier como Sam Brown
- Susan Anspach como Martha
- Fernando Colunga como Danny Walker
- Cesar Evora como Ricardo
- Francisco Gattorno como Jose
- Daniela Castro como Debbie
- James Sikking como William Cauldicott
- Anne Ramsay como Katrina Brown
- Stacy Dash como Joy Crowley
- Johanna Braddy como Lucy Carmichael
- Jordan-Claire Green como Bridget
- Blythe Auffarth como Eliza
- Suzan Crowley como Gertie
- John Savage como Horace White
- Paul Sass como Mr. Brown
- Kristina Klebe como Eliza Cauldicott
- Jason Stuart como Randolph
- Helen Carey como Mrs. Yates
- Suzan Crowley como Gertie
- John Franchi como Dancer
- Geno Monteiro como Michael
- Lili Barsha como Tiger Lady
- Veronica Blake como Heidi Lotito
- Victor Warren como Marcus Brown